# Banquette (écologie)
Pour les articles homonymes, voir Banquette.

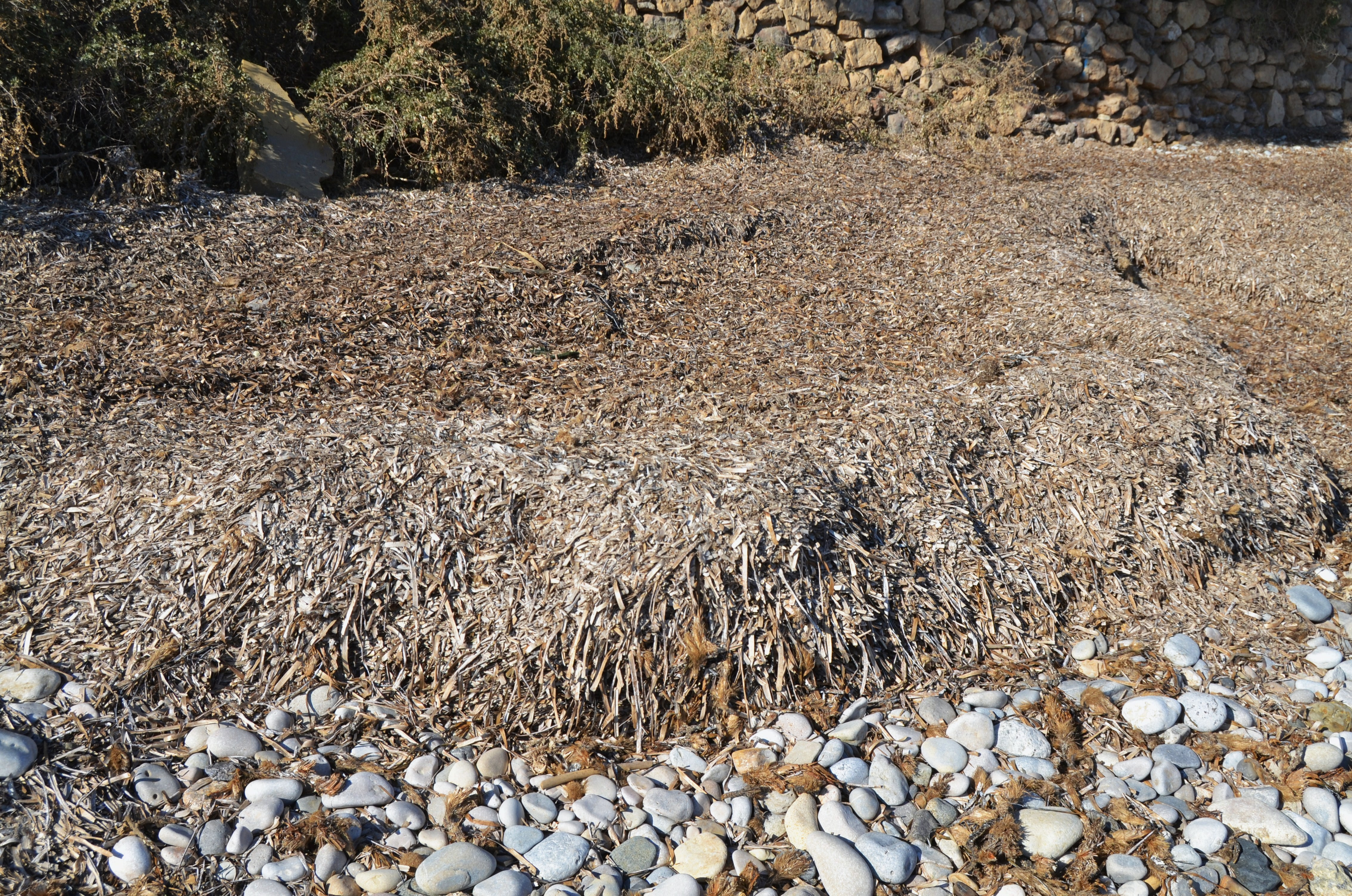
Banquette de Posidonie séchée sur une plage de la province d'Alicante

On appelle banquette l'accumulation de feuilles mortes de plantes marines phanérogames qui forment souvent des masses imposantes sur les plages situées au droit d'herbiers de posidonies.
La banquette a une grande importance écologique dans la mesure où elle abrite une faune particulière et riche en espèces endémiques.

## Caractéristiques écologiques
La banquette, grâce à l'abri que représente l'épaisse couches de feuilles mortes, offre des conditions de milieu moins sévères que d'autres faciès de l'étage supralittoral, qu'il s'agisse de l'humidité, retenue plus longtemps, ou de la température qui tend à se maintenir à des valeurs modérées. Les ressources trophiques sont abondantes du fait de la grande quantité de matière organique en décomposition qui alimente une population dense de détritivores, qui à leur tour sont la proie de prédateurs appartenant à divers phylums.

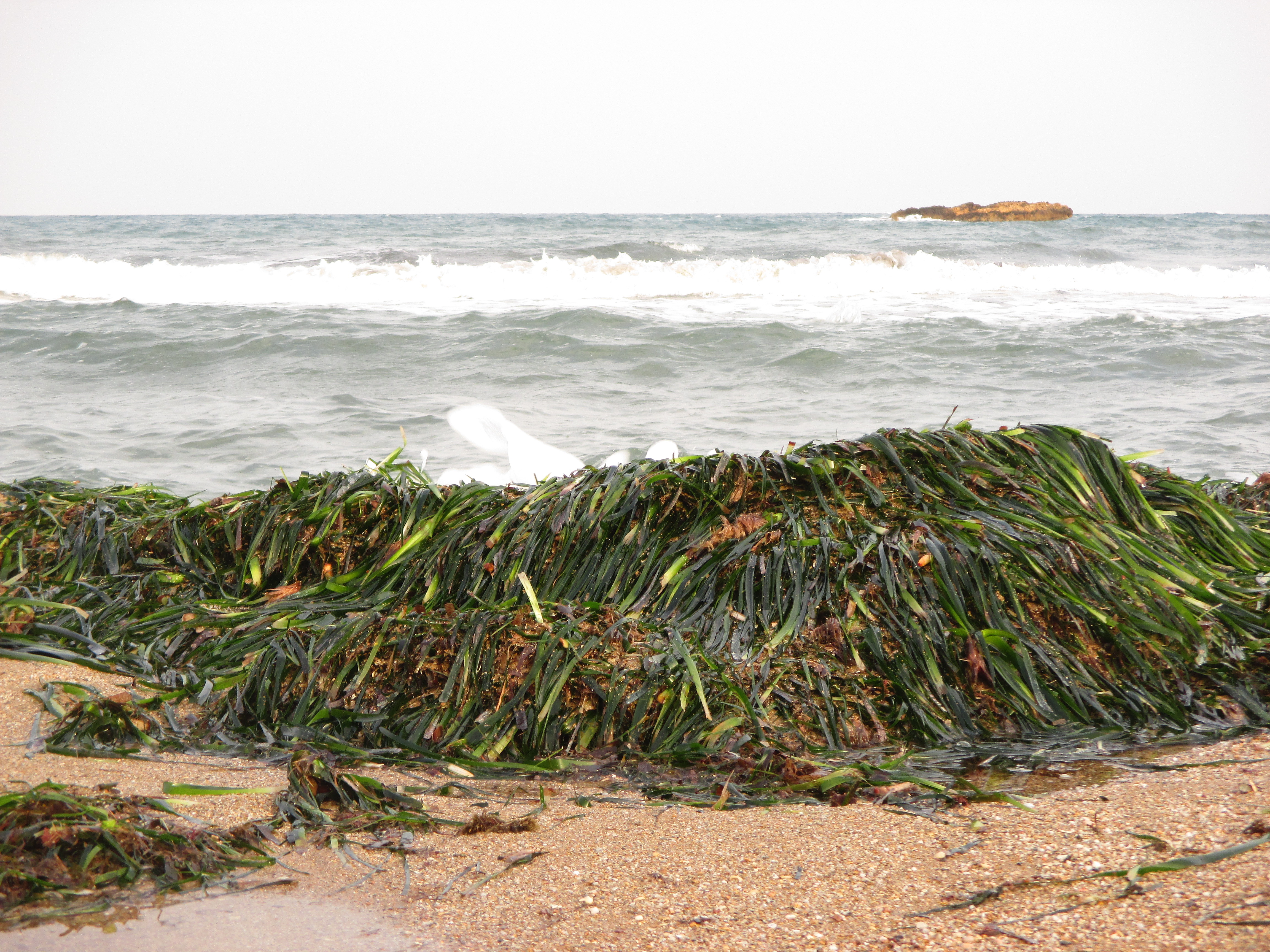
Accumulation de Posidonie fraiche

## Peuplement animal
Il est constitué principalement d'arthropodes tels les crustacés amphipodes et isopodes, principalement détritivores et d'insectes diptères (surtout aux stades larvaires), coléoptères et dermaptères, qui sont surtout des prédateurs.